# Гров (Нью-Йорк)
Гров (англ. Grove) — місто (англ. town) в США, в окрузі Аллегені штату Нью-Йорк. Населення — 489 осіб (2020).

## Демографія
Згідно з переписом 2010 року, у місті мешкало 548 осіб у 246 домогосподарствах у складі 148 родин. Було 499 помешкань
Расовий склад населення:
| - 98,4 % — білих - 0,2 % — чорних або афроамериканців |

До двох чи більше рас належало 1,3 %. Частка іспаномовних становила 1,3 % від усіх жителів.
За віковим діапазоном населення розподілялося таким чином: 18,8 % — особи молодші 18 років, 63,7 % — особи у віці 18—64 років, 17,5 % — особи у віці 65 років та старші. Медіана віку мешканця становила 46,9 року. На 100 осіб жіночої статі у місті припадало 113,2 чоловіків;  на 100 жінок у віці від 18 років та старших — 113,9 чоловіків також старших 18 років.
Середній дохід на одне домашнє господарство  становив 63 590 доларів США (медіана — 53 333), а середній дохід на одну сім'ю — 64 864 долари (медіана — 54 167). Медіана доходів становила 51 563 долари для чоловіків та 41 458 доларів для жінок. За межею бідності перебувало 8,8 % осіб, у тому числі 22,0 % дітей у віці до 18 років та 4,8 % осіб у віці 65 років та старших.
Цивільне працевлаштоване населення становило 197 осіб. Основні галузі зайнятості: освіта, охорона здоров'я та соціальна допомога — 34,0 %, публічна адміністрація — 13,7 %, виробництво — 10,2 %, роздрібна торгівля — 7,1 %.